# 蔡亞軒
蔡亞軒（1999年10月9日—）為臺灣男子籃球運動員，場上位置為後衛，曾效力於超級籃球聯賽臺灣銀行。蔡亞軒出身高中籃球乙級聯賽立志中學，就讀國立屏東大學三年級時球隊站上大專籃球聯賽公開男一級舞臺，蔡亞軒該屆UBA場均10.1分、可投進2.5記三分球，而下一年度球隊降回二級，2022年7月蔡亞軒先後投入T1聯盟新人選秀會、超級籃球聯賽新人選秀會與P. LEAGUE+新人選秀會，但都礙於自身知名度不高而落選，之後在國立虎尾科技大學教練盧譽誠邀請下續走籃球路，2022年9月在長耀盃男子組季軍戰單場命中9記三分球、進帳40分，助隊以95比80擊退輔仁大學奪下季軍。2023年7月再次投入P. LEAGUE+新人選秀會但落選，7月27日臺灣銀行宣布蔡亞軒加盟球隊。

## 外部連結
- 蔡亞軒在Eurobasket.com（球員）（英语）